# 譜指數
譜指數是天文學上依據來源頻率的輻射通量密度測量的。給定頻率{\displaystyle \nu }和輻射通量 {\displaystyle S}，譜指數{\displaystyle \alpha }由下式給定：
{\displaystyle S\propto \nu ^{\alpha }.}
請注意，如果通量沒有遵從冪律，譜指數本身是頻率的函數。重新排列上式，我們看見譜指數成為
{\displaystyle \alpha \!\left(\nu \right)={\frac {\partial \log S\!\left(\nu \right)}{\partial \log \nu }}.}
譜指數也可以用波長 {\displaystyle \lambda }來界定。在這種情況下，譜指數 {\displaystyle \alpha }由下式給定：
{\displaystyle S\propto \lambda ^{\alpha },}
並且在給定的頻率上，譜指數可以由下式的計算導出：
{\displaystyle \alpha \!\left(\lambda \right)={\frac {\partial \log S\!\left(\lambda \right)}{\partial \log \lambda }}.}
通常習慣上會使用負號，因此譜指數成為
{\displaystyle S\propto \nu ^{-\alpha }.}
譜指數可以暗示其屬性。例如，使用正號呈現，在無線電的頻率譜指數從0到2指示是熱輻射，而不合理 (陡峭) 的負譜指數通常指示是同步輻射。

## 熱輻射的譜指數
在無線電頻率 (即在低頻，長波的限制)，其中瑞利-金斯定律是良好的近似於熱輻射的頻譜，強度可以表示為：
{\displaystyle B_{\nu }(T)\simeq {\frac {2\nu ^{2}kT}{c^{2}}}.}
考慮到兩側的對數，可以導出為{\displaystyle \log \,\nu }得到
{\displaystyle {\frac {\partial \log B_{\nu }(T)}{\partial \log \nu }}\simeq 2.}
使用正號表示，在瑞利-金斯制度下的熱輻射譜指數因此是{\displaystyle \alpha \simeq 2}。在較短的波長下譜指數會偏離這個值，因此瑞利-金斯定律的近似值會變得越來越不準確，當強度達到維恩位移定律所給的頻率峰值時會趨近於零。因為在瑞利-金斯制度下簡化的溫度相關於輻射通量，電波譜指數被定義為：
{\displaystyle S\propto \nu ^{\alpha }T.}